# مانولو کارو
مانولو کارو (انگلیسی: Manolo Caro؛ ‏ ۱۹۸۵) کارگردان فیلم و تهیه‌کننده فیلم اهل مکزیک است. وی از سال ۲۰۰۴ میلادی تاکنون مشغول فعالیت بوده‌است.
از فیلم‌ها یا مجموعه‌های تلویزیونی که وی در آن‌ها نقش داشته‌است، می‌توان به خانواده مقدس و عروس کولی اشاره نمود.